# 양산 세포
M 세포(M cell) 또는 M 신경절 세포(M ganglion cell)라고도 불리는 양산 세포(parasol cell)는 망막의 신경절 세포층에 위치한 망막 신경절 세포(RGC)의 한 유형이다. 이 세포는 시각계의 거대세포 경로의 일부로서 측면 무릎핵(LGN)의 거대세포로 투사된다. 그들은 큰 세포체와 광범위한 가지 모양의 수상돌기 네트워크를 갖고 있으며 따라서 넓은 수용 영역을 가지고 있다. 다른 RGC에 비해 전도 속도가 빠르다. 중앙-주변 대립(공간적 반대성)이 뚜렷하게 나타나지만 색상(색상 반대성 없음)에 대한 정보는 수신되지 않는다. 파라솔 신경절 세포는 물체의 움직임과 깊이에 대한 정보를 시각 시스템에 제공한다.

## 같이 보기
- 망막 신경절 세포
- 난쟁이 세포 (midget cell, P 세포)
- 큰세포 세포 (대세포성 세포, magnocellular cell, M-세포)
- 작은세포 세포 (소세포성 세포, parvocellular cell, P-세포)
- 신경절 세포층
- 멜라놉신
- 위둔덕 (superior colliculus, 상구)
- 덮개앞구역 (pretectum, pretectal area)
- 가쪽무릎핵
- 이중층 세포(bistratified cell)